# 蝶 (V6の曲)
「蝶」（ちょう）は、2008年5月28日に発売されたV6の33枚目のシングル。

## 解説
- 前作『way of life』から約5ヶ月ぶりのリリース。
- 限定生産盤A（CD+DVD）・限定生産盤B（CD+DVD）・通常盤（CD）の3形態でリリース。
- オリコンチャートでは週間2位を記録。26枚目のシングル『サンダーバード-your voice-』以来8作ぶりにチャート1位を逃した。
- V6における漢字だけのシングル表題曲は、現時点で唯一である。
- 坂本昌行、井ノ原快彦にソロパートがある。

## 特典
- 通常盤
  - チェンジジャケット（4パターン）

## 収録曲

### CD
※「SHOW ME」以降、通常盤のみ収録。
1. 蝶
作詞：キノシタトモヤ
作曲：加藤裕介
編曲：加藤裕介・陶山隼
コーラスアレンジ：鈴木弘明
  - テレビ朝日系ドラマ『警視庁捜査一課9係 season3』主題歌
  - TBS系『学校へ行こう!MAX』テーマソング
2. Keep A Chance
作詞：実ノ里
作曲：DoiToki
編曲：田中直
コーラスアレンジ：鈴木弘明
3. SHOW ME
作詞：KOMU
作曲・編曲：渡辺未来
コーラスアレンジ：鈴木弘明
4. Twilight emotion
作詞：古屋真
作曲：山下和彰
編曲：h-wonder
コーラスアレンジ：鈴木弘明
5. 蝶（Karaoke Version）
6. Keep A Chance（Karaoke Version）
7. SHOW ME（Karaoke Version）
8. Twilight emotion（Karaoke Version）

### DVD

#### 初回限定盤A
1. 「蝶」Music Clip（Extra Dance version）

#### 初回限定盤B
1. V6 MEGA 'DANCE' MIX MOVIE
  1. 蝶
  2. COSMIC RESCUE
  3. サンダーバード-your voice-
  4. グッデイ!!
  5. Darling
  6. Live Show
  7. 愛のMelody
  8. TAKE ME HIGHER
  9. 蝶

## 収録アルバム
- 『READY?』（#1）
- 『SUPER Very best』（#1）